# Die griechische Tänzerin
Die griechische Tänzerin ist eine Novelle von Arthur Schnitzler, die am 28. September 1902 in der Sonntagsbeilage der Tageszeitung „Die Zeit“ in Wien erschien.
Anlässlich des Todes einer jungen Frau (Mathilde) reflektiert der ergraute Ich-Erzähler über deren Ehe, die diese statt mit ihm eine Beziehung anzufangen, eingegangen war.

## Inhalt
Der Ich-Erzähler bezweifelt, „daß Frau Mathilde Samodeski an Herzschlag gestorben ist“. Die Trauerarbeit erledigt der Herr Erzähler so: Er spaziert zu der Wiener Villa, in deren Garten Die griechische Tänzerin, eine weiße Marmorstatue, steht, und erzählt deren Geschichte. Damals, als Mathilde noch ledig war, hatte sich der Erzähler trotz seines fortgeschrittenen Alters Chancen bei ihr ausgerechnet. Doch dann hatte sie den Bildhauer Gregor Samodeski geheiratet. Samodeski, der jung ist, der von den Frauen umschwärmt wird, der künstlerischen Erfolg hat, ist dem Ich-Erzähler zuwider. Der Erzähler glaubt, dass Mathilde in ihrer Ehe nicht glücklich gewesen ist, weil sie von Samodeski nicht geliebt worden war, weil er sie nur wegen ihres Geldes geheiratet hatte. Der Erzähler lässt nun seine Begegnungen mit der verheirateten Mathilde Revue passieren. Jedes Mal hatte Mathilde versucht, ihn von ihrem Glück zu überzeugen. Jedes Mal hatte er ihr das nicht geglaubt. Mathilde, die den Erzähler glauben machen wollte, sie sei nie eifersüchtig auf Samodeskis zahlreiche Frauenbekanntschaften gewesen, hatte dem Erzähler die Geschichte von der Statistin Madeleine erzählt: Damals in Paris sei Mathilde mit ihrem Manne zum Moulin Rouge gepilgert. Mathilde habe den ganzen Abend gelacht und gar nicht gewusst, warum. Als sich die kleine Pariserin im Laufe des Abends an Samodeski herangemacht habe, sei Mathilde schon ein wenig verstimmt gewesen, habe das aber rasch als Nichtigkeit abgetan. Denn sie sei zu der Zeit bereits mit dem Bildhauer durch ihre Schwangerschaft unauflöslich verbunden gewesen. Madeleine sei es dann auch gewesen, die Samodeski zu der Statue Die griechische Tänzerin Modell stand. Der Erzähler hatte einerseits Mathilde diese sonderbare Geschichte vom Eheglück innerlich nicht abgenommen, sondern hatte viel Leid in Mathildes Augen gesehen. Andererseits war da ein Blick gewesen, den Mathilde, im Gespräch mit dem Erzähler vertieft, hinüber zu Samodeski geworfen hatte. Dieser Blick hatte unendliche Liebe verraten. Der Erzähler deutet diesen Blick Mathildes im Nachhinein einfach als reine Heuchelei um. Die Frau habe in Wirklichkeit in der Ehe gelitten, schließlich – vom Frauenhelden Samodeski zum Wahnsinn getrieben – ihr Leben hingeworfen und noch zuletzt der Welt einen natürlichen Tod vorgespielt. Betrogen habe Mathilde alle mit ihrem vorgetäuschten Eheglück. Zuletzt wird sich der Erzähler allerdings doch noch unsicher. Er muss bekennen, Mathilde habe Samodeski sehr geliebt. Ihm bleibt nur, den verwitweten Bildhauer zu hassen.

## Rezeption
- Perlmann[1] hebt die Ambiguität des Erzählten hervor. Der Erzähler vermute, unterstelle und hege Vorurteile – zum Beispiel gegen den erfolgreichen Künstler.
- Sprengel[2] bedauert den geplagten Leser, der seine unsicheren, mit Vorurteilen behafteten Informationen über Mathilde von einem bornierten, eifersüchtigen, philiströsen Erzähler bezieht.
- Nach Farese[3] beherrschen Fremdheit und Resignation die Szenerie.
- Perlmann[4] gibt zwei weiterführende Stellen an (Martin Swales 1971 und Beatrice Wehrli 1978).

## Hörspiel
- Eintrag 30 in Hörspiele (Memento vom 5. Dezember 2008 im Internet Archive)
- „Die griechische Tänzerin“. Erstsendung am 9. Februar 1969. Regie: Heinz Gerstinger. ORF. Mit Gretl Elb und Wolfgang Gasser.

### Erstdruck
- Arthur Schnitzler: Die griechische Tänzerin. In: Die Zeit, Jg. 1, Nr. 2, 28. September 1902, Morgenblatt, Beilage: Sonntags-Zeit, S. 4–7.

### Erstausgabe in Buchform
- Arthur Schnitzler: Die griechische Tänzerin, in: Arthur Schnitzler: Die griechische Tänzerin und andere Novellen. Wiener Verlag, Wien 1905 (Bibliothek moderner deutscher Autoren, 1). (Mit Der blinde Geronimo und sein Bruder, Die Toten schweigen, Die Weissagung und Das neue Lied)

### Ausgaben
- Arthur Schnitzler: Die griechische Tänzerin. S. 406–418 in Heinz Ludwig Arnold (Hrsg.): Arthur Schnitzler: Leutnant Gustl. Erzählungen 1892–1907. Mit einem Nachwort von Michael Scheffel. S. Fischer, Frankfurt am Main 1961 (Ausgabe 2004). 525 Seiten, ISBN 3-10-073552-8

### Sekundärliteratur
- Michaela L. Perlmann: Arthur Schnitzler. Sammlung Metzler, Bd. 239. Stuttgart 1987. 195 Seiten, ISBN 3-476-10239-4
- Giuseppe Farese: Arthur Schnitzler. Ein Leben in Wien. 1862–1931. Aus dem Italienischen von Karin Krieger. C. H. Beck München 1999. 360 Seiten, ISBN 3-406-45292-2. Original: Arthur Schnitzler. Una vita a Vienna. 1862–1931. Mondadori Mailand 1997
- Peter Sprengel: Geschichte der deutschsprachigen Literatur 1900–1918. München 2004. 924 Seiten, ISBN 3-406-52178-9
- Gero von Wilpert: Lexikon der Weltliteratur. Deutsche Autoren A – Z. S. 555, 2. Spalte, 19. Z. v. u. Stuttgart 2004. 698 Seiten, ISBN 3-520-83704-8